# Суматренски слон
Суматренският слон (Elephas maximus sumatranus) е един от подвидовете на азиатския слон. Наименованието на вида идва от факта, че когато за първи път е класифициран като отделен подвид, се е смятал за характерен само за индонезийския остров Суматра. По-късно е установено, че един от подвидовете слонове на съседните острови Ява и Борнео също спада към този подвид.

## Местообитание
Суматренският слон обитава гъстите екваториални гори на островите Суматра, Ява и Борнео. Въпреки че е дълъг от 5.5 до 6 метра, висок над 3 метра и тежащ 4500 – 6000 кг, този слон е отлично приспособен към живота в гъстите джунгли. Обитава както равнинните, така и планинските части на островите на височина до 3000 метра. Тъй като екваториалните гори на Малайския архипелаг все още не са много добре проучени, точният на брой на суматренските слонове е спорен. Някои смятат, че са останали по-малко от 10 000 индивида, други ги определят на над 50 000. Предмет на спор са популациите в Суматра и Борнео, за които липсват точни данни.

## Хранене и опазване
Суматренските слонове, тъй като живеят в екваториални гори, имат различно меню от събратята си в саваната. Тук те се хранят с листа, плодове, бамбукови стебла и др.
Както всички слонове, суматренските се характеризират с периоди на агресивност – на мъжките преди размножаване и на женските след раждането на малкото, когато майката (понякога и друга женска от групата) ревностно го брани и става особено раздразнителна и опасна.
Въпреки че горите на Суматра и Борнео са слабо изследвани, дърводобивните компании заплашват живота в тях. Унищожението на горите заплашва популацията на слоновете и на всички уникални видове флора и фауна на островите.